# First Rose of Spring
First Rose of Spring — 70-й студийный альбом американского кантри-музыканта Вилли Нельсона, изданный 3 июля 2020 года на студии Legacy Recordings. Продюсером альбома выступил Бадди Кэннон. Первоначально альбом планировалось выпустить 24 апреля, но из-за пандемии COVID-19 он был перенесён на 3 июля.

## История
Альбом включает одиннадцать треков. Нельсон и Кэннон совместно написали два оригинальных трека для альбома, остальные треки включают композиции Криса Стэплтона, Тоби Кита и Пита Грейвса. Заглавный трек был написан Рэнди Хаузером, Алленом Шамблином и Маком Викери. Заключительный трек альбома — кавер-версия песни Роя Кларка «Yesterday When I Was Young», изначально написанной Шарлем Азнавуром как «Hier encore».

## Отзывы
| Совокупная оценка | Совокупная оценка |
| Источник          | Оценка            |
| ----------------- | ----------------- |
| Metacritic        | 76/100            |
| Оценки критиков   |                   |
| Источник          | Оценка            |
| AllMusic          | [ 3 ]             |
| The Independent   | [ 4 ]             |
| NME               | [ 5 ]             |

First Rose of Spring получил положительные отзывы от музыкальных критиков. На сайте Metacritic, который присваивает нормализованный рейтинг из 100 баллов рецензиям основных критиков, альбом получил 76 баллов из 100 на основе шести рецензий, что означает «в целом благоприятные отзывы».
Питер Дж. Хотейс из Glide Magazine высоко оценил авторскую композицию альбома и использование органических инструментов, сказав, что Нельсон «намеренно наделяет „Первую розу весны“ своей собственной маркой горькой честности, придавая альбому тот эмоциональный резонанс, от которого большинство его современных коллег отказываются в обмен на инструментарий и пустую лирику». Элиза Брэй, написавшая отзыв для The Independent, поставила альбому четыре звезды из пяти, назвав его «работой художника, который никогда не постареет».

## Коммерческий успех
Альбом First Rose of Spring дебютировал на 5-м месте в хит-параде лучших кантри-альбомов Top Country Albums журнала Billboard с тиражом 12 000 единиц в альбомном эквиваленте. В результате Нельсон стал первым артистом (ему сейчас 87 лет), чьи альбомы попадали в топ-10 в каждом из семи десятилетий: 1960-е (три альбома), ’70-е (14), ’80-е (19), ’90-е (один), 2000-е (шесть), 2010-е (девять) и 2020-е (один). Новая пластинка Нельсона также заняла первое место в хит-параде альбомов Americana/Folk Albums (в стиле американа и фолк). Это его третий лидер этого чарта после Ride Me Back Home (июль 2019) и Last Man Standing (май 2018).

## Список композиций
| №                   | Название                                | Автор(ы)                                        | Длительность |
| ------------------- | --------------------------------------- | ----------------------------------------------- | ------------ |
| 1.                  | «First Rose of Spring»                  | Randy Houser Allen Shamblin Mark Beeson         | 3:41         |
| 2.                  | «Blue Star»                             | Вилли Нельсон Бадди Кэннон                      | 4:35         |
| 3.                  | «I'll Break Out Again Tonight»          | Sanger D. Shafer A.L. "Doodle" Owens            | 2:49         |
| 4.                  | «Don't Let the Old Man In»              | Тоби Кит                                        | 3:09         |
| 5.                  | «Just Bummin' Around»                   | Pete Graves                                     | 3:15         |
| 6.                  | «Our Song»                              | Крис Стэплтон                                   | 3:51         |
| 7.                  | «We Are the Cowboys»                    | Billy Joe Shaver                                | 4:03         |
| 8.                  | «Stealing Home»                         | Marla Cannon-Goodman Casey Beathard Don Sampson | 3:42         |
| 9.                  | «I'm the Only Hell My Mama Ever Raised» | Wayne Kemp Bobby Borchers Mack Vickery          | 4:11         |
| 10.                 | «Love Just Laughed»                     | Nelson Cannon                                   | 4:34         |
| 11.                 | «Yesterday When I Was Young»            | Шарль Азнавур Herbert Kretzmer                  | 3:31         |
| Общая длительность: | Общая длительность:                     | Общая длительность:                             | 41:21        |

## Чарты
| Чарт (2020)                              | Высшая категория |
| ---------------------------------------- | ---------------- |
| Австралия (ARIA)                         | 68               |
| Австрия (Ö3 Austria)                     | 8                |
| Нидерланды (Album Top 100)               | 50               |
| Германия (Offizielle Top 100)            | 43               |
| Шотландия (Scottish Albums Chart)        | 9                |
| Швейцария (Schweizer Hitparade)          | 8                |
| Великобритания (UK Albums Chart)         | 76               |
| Великобритания (UK Country Albums Chart) | 1                |
| США (Billboard 200)                      | 49               |
| США (Billboard Top Country Albums)       | 5                |

### Комментарии
1. ↑  Нельсон стал первым артистом, чьи альбомы попадали в топ-10 в каждом из семи последних десятилетий. Поскольку 20-е годы еще только начинаются, у трех артистов есть шанс присоединиться к Нельсону и занять первые места в Топ-10 лучших альбомов кантри в каждом десятилетии, начиная с 60-х годов: Джонни Кэш, Долли Партон и Хэнк Уильямс-младший занимали первые места в каждом десятилетии с 1960-х по 2010-е годы. Аналогичным образом, Арета Франклин смогла преодолеть семидесятилетний рубеж в рейтинге лучших альбомов R&B/Hip-Hop с одним альбомом в 20-х годах, поскольку покойная королева соула заработала свой первый альбом в 60-х годах и затем имела по крайней мере один альбом в каждом десятилетии до 10-х годов. В общежанровом чарте альбомов Billboard 200 группа The Rolling Stones занимала как минимум одно место в топ-10 в каждом десятилетии, начиная с 1960-х и заканчивая 2010-ми годами, собрав рекордные 37 дисков в топ-10 в целом[7].